# Trachelas borinquensis
Trachelas borinquensis là một loài nhện trong họ Trachelidae.
Loài này thuộc chi Trachelas. Trachelas borinquensis được Willis J. Gertsch miêu tả năm 1942.